# کیرک مولر
کیرک مولر (انگلیسی: Kirk Muller؛ زادهٔ ۸ فوریهٔ ۱۹۶۶) بازیکن هاکی روی یخ اهل کانادا است.
وی همچنین برندهٔ جوایزی همچون جام استنلی شده‌است.
از باشگاه‌هایی که در آن بازی کرده‌است می‌توان به مونترآل کانادینز اشاره کرد.